# Borcy za svetloe carstvo III Internacionala
Borcy za svetloe cartstvo III Internacionala (Борцы за светлое царство III интернационала) è un film del 1919 diretto da Boris Svetlov.